# Sandra Morán
Sandra Nineth Morán Reyes (Ciudad de Guatemala, 29 de abril de 1960) es una política, música, activista feminista y por los derechos LGBT guatemalteca, miembro del Partido Convergencia. Fue elegida diputada del Congreso de la República en las elecciones generales de 2015, siendo nombrada como jefa de bancada de su partido.

## Biografía
Nació en 1961, en una familia católica de la Zona 7 en Ciudad de Guatemala.
Se incorporó a los movimientos de protesta a los 14 años, cuando se adhirió al movimiento estudiantil normalista del Instituto Normal Centro América (INCA). Con 18 años entró a estudiar Ciencias Económicas en la Universidad de San Carlos de Guatemala. A los 19 se incorporó al Ejército Guerrillero de los Pobres, donde militó clandestinamente.
En 1981 partió al exilio en México, para luego radicarse en Nicaragua y Canadá hasta su retorno al país en 1994. Durante esos años, integró Kin Lalat, un grupo de la nueva canción vinculado a la Unidad Revolucionaria Nacional Guatemalteca (URNG).
A su regreso a Guatemala, en 1994, se integró al Sector de Mujeres de la Asamblea de la Mujer de los Acuerdos de Paz, y más tarde fue coordinadora del Foro de la Mujer, creado para dar seguimiento a la agenda de las mujeres dentro los Acuerdos de Paz firmados en 1996. Más tarde, fue subcoordinadora del Consejo Nacional de los Acuerdos de Paz (CNAP) durante el gobierno de la Unidad Nacional de la Esperanza, en representación del Sector de Mujeres, que integra a un total de 33 organizaciones y colectivos de mujeres de Guatemala.

## Activismo y trayectoria profesional

### Activista
En su labor como activista en favor de los derechos de las mujeres y de las minorías sexuales, ha colaborado en múltiples organizaciones de esta naturaleza, tanto en Guatemala como en el extranjero, promoviendo principalmente los colectivos feministas y lésbicos. Fue una de las fundadoras del primer grupo lésbico guatemalteco y organizadora de la primera marcha del orgullo gay del país celebrada en 1998 en la Ciudad de Guatemala.

### Congresista (2016 - 2020)
Morán es lesbiana, de esta manera, tras su elección en 2015, se convirtió en la primera congresista y política abiertamente homosexual en un cargo de elección popular en la historia de Guatemala. También fue la primera mujer presidenta del "Foro de Diputados". Es parte de Parlamentarios por la Acción Global (PGA).
Iniciativas apoyadas en el cargo:
- Con el apoyo de ONU Mujeres, fundó el Foro de Congresistas en septiembre de 2016 con el objetivo de buscar mejores oportunidades para las mujeres de Guatemala.[8]
- Ley de Desarrollo Económico de las Mujeres.
- Ley de Identidad de Género (con el apoyo de OTRANS).
- Mesas técnicas de trabajo con la Comisión de Salud del Congreso de Guatemala (con el apoyo de Hivos).

Morán no busco la reelección en las Elecciones generales de Guatemala de 2023